# 細谷知行
細谷 知行（ほそや ともゆき、1949年4月7日 - ）は、日本の地方公務員。山形県副知事や、山形県住宅供給公社理事長、山形県道路公社理事長、山形県スポーツ振興21世紀協会理事長等を務めた。

## 人物・経歴
山形県立山形東高等学校を経て、明治大学商学部卒業。高校の同級生に遠藤利明元東京オリンピック・パラリンピック担当大臣がいた。1974年山形県入庁。工業振興課開発主幹、工業振興課開発課長、土木部管理課長等を経て、2001年上山市助役。2004年文化環境部次長。出納局長、文化環境部長を経て、退職後、企業管理者、山形県信用保証協会理事長を経て、2013年から高橋節の後任として副知事を務め、公益社団法人山形県スポーツ振興21世紀協会理事長、山形県住宅供給公社理事長、公益財団法人やまがた農業支援理事長、山形県道路公社理事長、山形県土地開発公社理事長も兼務した。2017年退任。同年公益財団法人山形県生涯学習文化財団理事長に就任。2024年、瑞宝中綬章受章。